# دمت موتلو
دمت موتلو (متولد ۱۹۸۱) یک کارآفرین فناوری ترکیه ای، بنیانگذار و رئیس هیئت مدیره گروه ترندیول است.

## زندگی شخصی
دمت موتلو در سال ۱۹۸۱ متولد شد. وی در رشته اقتصاد از دانشگاه نیویورک فارغ‌التحصیل شد. وی مدرک کارشناسی ارشد خود را در رشته مدیریت بازرگانی از دانشکده بازرگانی هاروارد در سال ۲۰۰۸ دریافت کرد. وی تحصیلات خود را در سال ۲۰۰۹ رها کرد و ترندیول را تأسیس کرد.